# Fadal Dey
Fadal Dey, de son vrai nom Koné Ibrahima Kalilou, est un chanteur de reggae ivoirien, né le 1 janvier 1966 à Bouaflé. Il est connu pour son style musical unique, le Mandé Roots Culture, qui intègre des sonorités traditionnelles mandingues au reggae,,,.

## Biographie
Fadal Dey fait ses premiers pas dans le monde artistique à l'École Primaire Publique de Tiémé en s'initiant au théâtre. Il développe ensuite un intérêt pour le chant en interprétant des morceaux d'artistes nationaux et internationaux. Issu d'une famille de musiciens traditionnels, il est  descendant de Gbêrêkôrô, un célèbre chansonnier d'Odienné, et fils d'une danseuse traditionnelle de Zaouli, une danse de réjouissance du peuple Gouro,,.
Durant son enfance, il se passionne pour les rythmes du terroir malinké et devient joueur de tambour de la danse Yagba. Plus tard, il découvre le reggae jamaïcain à travers des artistes comme U-Roy, I Jah Man et Bob Marley. L'essor d'Alpha Blondy en 1982 renforce sa décision d'embrasser le reggae et de l'enrichir de sonorités mandingues.

## Carrière musicale
Après une longue période d'apprentissage et de perfectionnement, Fadal Dey sort son premier album, Religion, en 1997. Cet album introduit le concept de Mandé Roots Culture, un reggae aux influences mandingues, qui rencontre un grand succès avec plus de 200 000 exemplaires vendus.
Il enchaîne ensuite plusieurs albums et singles, abordant des thématiques sociales et engagées telles que la paix, la lutte contre le paludisme et la prévention du VIH/Sida.

## Engagements et Distinctions
Fadal Dey est un artiste engagé qui a participé à plusieurs actions militantes. En septembre 2010, sa chanson Non au racisme, tirée de l'album Mea Culpa, est sélectionnée pour figurer sur la compilation internationale Listen to the banned. En novembre 2012, il prend part à une tournée de réconciliation nationale en Côte d'Ivoire,.

## Style musical
Fadal Dey se distingue par son reggae aux influences mandingues, une fusion qu'il définit comme le Mandé Roots Culture. qui signifie les racines de la  culture mandé. Il apporte ainsi une touche africaine au  reggae qu’il pratique en valorisant les rythmes traditionnels mandingue de la Côte d’Ivoire.

## Discographie

### Albums
- 1997 : Religion[16].
- 1999 : Jahsso[3].
- 2003 : Méditation[17],[18].
- 2010 : Mea Culpa[19],[20].
- 2015 : Jam Coco
- 2020 : Je suis Afrique
- 2025: Ta Lumière[21],[22]

#### Singles
- 2002 : Prends ma main frère
- 2003 : "PEUPLE SACRIFIE"
- 2004 :" PRENDS MA MAIN FRERE"
- 2005 : Ne l'abandonne pas
- 2009 : Ta voix peut faire la différence
- 2013 : Soutien au Mali
- 2013 : L'implication des hommes dans la lutte contre le sida 2016 : Touché mais pas couché
- 2016 : Le paludisme
- 2018 : PRENDS LE CONTROLE DE TA VIE
- 2018 : NAIMATO
- 2020 : CORONAVIRUS VA LOIN
- 2020 : Faso Rock
- 2023 : Can Ambiance Akwaba[23].